# Hebella albida
Hebella albida is een hydroïdpoliepensoort uit de familie van de Hebellidae. De wetenschappelijke naam van de soort is voor het eerst geldig gepubliceerd in 2011 door Watson.